# In memoriam (Sibelius)
In memoriam (En memoria), Op. 59, es una marcha fúnebre para orquesta de Jean Sibelius. Fue escrito en memoria de Eugen Schauman. Sibelius compuso una primera versión en 1909 y completó una versión final en 1910. Se estrenó en Oslo el 8 de octubre de 1910. Esta pieza fue interpretada en su propio funeral.

## Historia

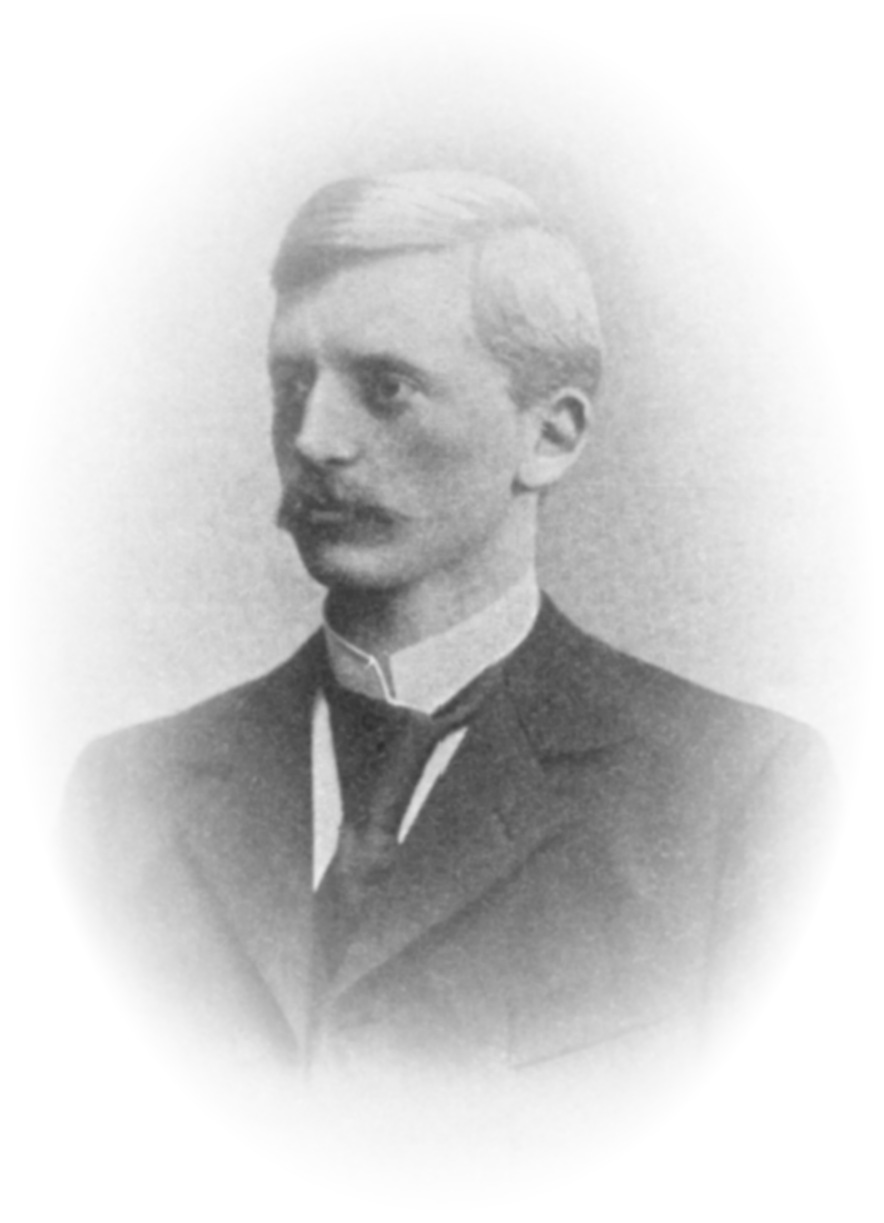
Eugen Schauman, en cuya memoria la obra fue concebida.

La obra fue escrita para conmemorar a Eugen Schauman que en 1904 mató de un disparo al gobernador general Nikolay Bobrikov y luego se suicidó. Sibelius mencionó en el día de Año Nuevo de 1905 «que tenía la intención de escribir un réquiem en memoria de Eugen Schauman y que ya había empezado a trabajar en él. – ¡Sólo espero que sea digno de su materia! ¡Después de todo, va a ser el único monumento que podemos erigir en su honor!»
Sólo en 1909, después de la operación de su garganta que le hizo pensar en la muerte, retomó la idea. Erik Tawaststjerna supone que también la compuso pensando en sí mismo. Compuso una primera versión en 1909, que completó el 14 de diciembre. Sus modelos fueron las marchas fúnebres de la sinfonía n.º 3 «Eroica» de Beethoven y El ocaso de los dioses de Wagner. Sigue la forma sonata con una introducción en los violines y violas, con un tema principal que se desarrolla «como un lejano cortejo acercándose». Envió la obra a la editorial Breitkopf.
Tras examinar los borradores, Sibelius no se mostró satisfecho, especialmente con la instrumentación. Revisó la pieza, completando la obra en marzo de 1910. Sibelius dirigió el estreno el 8 de octubre de 1910, interpretado por el Musikforeningen, en Kristiania, ahora Oslo, Noruega.
In Memoriam se interpretó en el funeral de Sibelius en 1957.

## Literatura
- Tomi Mäkelä: "Jean Sibelius und seine Zeit" (en alemán), Laaber-Verlag, Ratisbona 2013